# Michel Leclère
Michel-Pierre Charles Leclère (Mantes-la-Jolie, 18 de março de 1946) é um ex-automobilista francês.

## Fórmula 1[1]
(legenda) 
| Ano  | Nome Oficial da Equipe     | Chassi | Motor                | 1   | 2    | 3    | 4    | 5    | 6    | 7     | 8    | 9   | 10  | 11  | 12  | 13  | 14    | 15  | 16  | Pontos | Posição  |  |
| ---- | -------------------------- | ------ | -------------------- | --- | ---- | ---- | ---- | ---- | ---- | ----- | ---- | --- | --- | --- | --- | --- | ----- | --- | --- | ------ | -------- |  |
|      |                            |        |                      |     |      |      |      |      |      |       |      |     |     |     |     |     |       |     |     |        |          |  |
|      |                            |        |                      | ARG | BRA  | RSA  | ESP  | MON  | BEL  | SWE   | NED  | FRA | GBR | GER | AUT | ITA | USA   |     |     |        |          |  |
| 1975 | Elf Team Tyrrell           | 007    | Ford Cosworth DFV V8 |     |      |      |      |      |      |       |      |     |     |     |     |     | Ret G |     |     | 0      | NC       |  |
|      |                            |        |                      |     |      |      |      |      |      |       |      |     |     |     |     |     |       |     |     |        |          |  |
|      |                            |        |                      | BRA | RSA  | USW  | ESP  | BEL  | MON  | SWE   | FRA  | GBR | GER | AUT | NED | ITA | CAN   | USA | JPN |        |          |  |
| 1976 | Frank Williams Racing Cars | FW05   | Ford Cosworth DFV V8 |     | 13 G | NQ G |      |      |      |       |      |     |     |     |     |     |       |     |     | 0      | NC (29º) |  |
| 1976 | Walter Wolf Racing         | FW05   | Ford Cosworth DFV V8 |     |      |      | 10 G | 11 G | 11 G | Ret G | 13 G |     |     |     |     |     |       |     |     | 0      | NC (29º) |  |

### Resultados das 24 Horas de Le Mans[2]
| Ano  | Equipe                     | Nº | Co-Pilotos                     | Chassi                | Pneus | Classe    | Voltas | Posição | Posição Na Categoria |
| Ano  | Equipe                     | Nº | Co-Pilotos                     | Motor                 | Pneus | Classe    | Voltas | Posição | Posição Na Categoria |
| ---- | -------------------------- | -- | ------------------------------ | --------------------- | ----- | --------- | ------ | ------- | -------------------- |
| 1974 | Automobiles Ligier         | 14 | Guy Chasseuil                  | Ligier JS2            | M     | S 3.0     | 82     | DNF     | DNF                  |
| 1974 | Automobiles Ligier         | 14 | Guy Chasseuil                  | Maserati 3.0L V6      | M     | S 3.0     | 82     | DNF     | DNF                  |
| 1977 | Grand Touring Cars Inc.    | 11 | Sam Posey                      | Mirage GR8            | G     | S +2.0    | 58     | DNF     | DNF                  |
| 1977 | Grand Touring Cars Inc.    | 11 | Sam Posey                      | Renault 2.0L Turbo V6 | G     | S +2.0    | 58     | DNF     | DNF                  |
| 1978 | Grand Touring Cars Inc.    | 11 | Sam Posey                      | Mirage GR9            | G     | S +2.0    | 33     | DNF     | DNF                  |
| 1978 | Grand Touring Cars Inc.    | 11 | Sam Posey                      | Renault 2.0L Turbo V6 | G     | S +2.0    | 33     | DNF     | DNF                  |
| 1978 | JMS Racing / Charles Pozzi | 63 | Claude Ballot-Léna Peter Gregg | Ferrari 512BB/LM      | M     | IMSA +2.5 | 219    | DNF     | DNF                  |
| 1978 | JMS Racing / Charles Pozzi | 63 | Claude Ballot-Léna Peter Gregg | Ferrari 4.9L Flat-12  | M     | IMSA +2.5 | 219    | DNF     | DNF                  |